# Keene (New Hampshire)
Keene è una città degli Stati Uniti d'America, capoluogo della contea di Cheshire nello stato del New Hampshire.